# Med Star
Die Med Star war ein RoPax-Schiff, welches zuletzt zwischen Mersin und Tripoli eingesetzt wurde.

## Geschichte
Das Schiff wurde von der Werft Hellenic General Enterprise in Perama gebaut und im März 1976 abgeliefert. Zunächst setzte Nomicos Lines das Schiff zwischen den Sporaden und zwischen Piräus, Paras, Naxos, und Santorin, sowie zwischen Volos, Skiathos, Skopelos und Alonnisos ein. 1999 wurde das Schiff schließlich an Minoan Flying Dolphins verkauft und ab April 2004 an Southern Ferries verchartert. Es bediente die Route Gibraltar–Tanger. Im Oktober 2000 kaufte Halkidon Shipping das Schiff und benannte es in Panagia Tinou um. Ab November 2002 setzte Ventouris Sea Lines das Schiff ab Syros ein. 
Im Februar 2007 kaufte NEL Lines das Schiff. Im März 2009 wurde das Schiff an Trabzon Shipping Inc. verkauft und in Trabzon umbenannt. im Juni 2013 kaufte Med Star Shipping Co SA das Schiff und benannte es in Med Star um. 

### Zwischenfälle
Am 7. Juli 2003 brach an Bord ein Feuer aus, welches von der Schiffsbesatzung schnell gelöscht werden konnte. 
Am 9. August 2016 brach aufgrund eines elektrischen Defekts im Hafen von Tripoli ein Feuer an Bord aus. Daraufhin wurde das Schiff ab März 2017 in Aliağa verschrottet.